# 雪中の東方三博士の礼拝

『雪中の東方三博士の礼拝』（せっちゅうのとうほうさんはかせのれいはい、独: Die Anbetung der Könige im Schnee、 英: Adoration of the Magi in a Winter Landscape）は、初期フランドル派の巨匠ピーテル・ブリューゲルがオーク板上に油彩で制作した絵画である。ブリューゲルは、ほかにも同じ主題でベルギー王立美術館の『東方三博士の礼拝』とロンドン・ナショナル・ギャラリーの『東方三博士の礼拝』 を描いている。本作は、スイスのヴィンタートゥールにあるオスカール・ラインハルト (Oscar Reinhart)・コレクションに所蔵されている。

## 作品
この作品の制作年は従来1567年とされていたが、ベルギー王立文化財研究所のC・キュリ博士は、画面の年記を1563年とすべきと提唱している。オランダ美術史研究所でも1563年の制作としている。確かにロンドンの同主題作 (1564年) 以前の作品とする方が説得力があるように思われる。
そうであるなら、本作はブリューゲルが描いた冬景色の作品でも最初期のものという位置づけになる。画家は、1560年代後半にも『鳥罠のある冬景色』 、『ベツレヘムの人口調査』 (ともにベルギー王立美術館) 、『雪中の狩人』 (美術史美術館) などで雪に埋もれたフランドルの農村の真冬の情景を描いている。
本作は、吹雪の中の「東方三博士の礼拝」を描いている点で斬新である。聖母子や三博士 (マギ) が左端にぼんやり描かれている手法もユニークで、降りしきる雪に目を奪われ、主題である礼拝の場面を見逃してしまうほどである。
西方教会では、1月6日は東方三博士が12月25日に誕生したイエス・キリストを訪問する「公現祭」として祝われる。本作では、この祝祭がブラバントの農村に描かれ、画面にリアリティーが与えられている。降りやまぬ粉雪の中での荷物運び、氷の穴からの水汲みなどが描かれており、その穴の近くでの子供が牛や馬の頭蓋骨を使用して橇滑りをしているが、母親が子供が落ちてしまわないか心配している。
なお、ブリューゲルの息子ピーテル・ブリューゲル2世は本作の複製を多数制作しているが、それらには降りしきる雪は描かれていない。